# А̣
Cette page contient des caractères spéciaux ou non latins. S’ils s’affichent mal (▯, ?, etc.), consultez la page d’aide Unicode.
Ne doit pas être confondu avec la lettre latine a point souscrit Ạ.
Le a point souscrit (capitale А̣, minuscule а̣) est une lettre de l’alphabet cyrillique utilisée dans la translitération de l’arabe. Elle est composée d’un А cyrillique avec un point souscrit.

## Utilisations
Certains auteurs utilisent la lettre cyrillique a point souscrit ‹ а̣ › ou le ia point souscrit ‹ я̣ › pour transcrire la lettre arabe ta marbuta ‹ ة › avec le fatah précédent excepté en mudaf.

## Représentation informatique
Le a point souscrit peut être représenté avec les caractères Unicode suivants (cyrillique, diacritiques) :
| formes    | représentations | chaînes de caractères | points de code | descriptions                                             |
| --------- | --------------- | --------------------- | -------------- | -------------------------------------------------------- |
| capitale  | А̣               | А◌̣                    | U+0410 U+0323  | lettre majuscule cyrillique a diacritique point souscrit |
| minuscule | а̣               | а◌̣                    | U+0430 U+0323  | lettre minuscule cyrillique a diacritique point souscrit |